# Blazeovaný postoj
Blazeovaný postoj je pojem zavedený německým filozofem Georgem Simmelem. Blazeovanost je pocit nudy a toho, že nemá smysl o něco usilovat. Kvalitu překrývá kvantita; otázka „zač něco stojí“ je nahrazena otázkou „kolik to stojí“. Blazeovanost
doprovází ztráta jemného citu
pro půvaby věcí.
Nejčastěji vzniká u lidí žijících ve velkoměstech, kde se nacházejí sídla peněžního hospodářství.

## Peníze v moderní kultuře
Zatímco ve středověku člověk příslušel k nějaké obci (příp. pozemkovému majetku, feudálnímu svazku nebo cechu), v novější době se osamostatnil; je odkázán sám na sebe. Tyto změny jsou spojeny i s peněžním hospodářstvím. Peníze představují obrovskou proměnu a kulturní pokrok. 

### Více samostatnosti než dříve
Georg Simmel říká, že dříve byl člověk těsně lokálně spojen se svým majetkem. V praxi to znamenalo, že pokud chtěl vlastnit nějakou půdu, musel příslušet k obci, kde se tato půda nacházela. Nyní se osoba a majetek vzdalují, protože peníze dokáží jejich vztah zprostředkovat.
„Dnes mohu v Berlíně pobírat své příjmy z amerických železnic, z norských hypoték a afrických zlatých dolů.“
– Georg Simmel 
Peníze tedy vedou k ekonomické činnosti a samostatnosti a nezávislosti osoby.
Ve středověku cechy nespojovaly jednotlivce, kteří by sledovali vlastní zájmy, ale kteří sledovali zájmy celého společenství. V protikladu stojí dnešní nespočetná sdružení, jejichž zájmem jsou spíš peníze než naplňování vytyčených záměrů. Jednotlivci jsou v tomto sdružení samostatní a schopni osobního rozvoje. Simmel ovšem ujišťuje, že existují i takové skupiny, kterým nejde jen o peníze a které si udržují svou nezávislost a zdrženlivost.

### Více vazeb než dříve
Společně se vznikem peněz se rozšířily vazby jednotlivce na další členy téhož ekonomického okruhu. Jedinec musí vyhledávat další členy, aby mohl své peníze proměnit ve věci určené ke spotřebě. Tyto vazby jsou možné díky dělbě práce. Až peníze umožnily vzájemné spojení různých lidí; lidé začali pracovat jeden pro druhého.
„A tak jsou to nakonec peníze, které zakládají mezi lidmi nesrovnatelně víc vazeb, než kdy existovalo.“
– Georg Simmel 

### Anonymita a svoboda
Paradoxně na druhé straně tohoto vzájemného spojování peníze dávají prostor individualitě a vnitřní nezávislosti. Georg Simmel míní, že jsme sice závislí na dodavateli, ale nikoli na konkrétním dodavateli. Tato osoba je pro nás anonymní, je nám zcela lhostejné, o koho přesně jde.
„Při placení penězi nedává už osobnost sama sebe, nýbrž něco, co je oproštěno od jakéhokoli vnitřního vztahu k individuu.“
– Georg Simmel 
Zrádné může být dle autora i přijímání peněz. Přeměnit nějaký držený statek v peníze je vnímáno jako osvobození. Dříve by nás tento statek omezoval svými podmínkami na uchování a zužitkování. Často s sebou ale touha po této svobodě přináší i bezobsažnost života. Půda v minulosti měla pro rolníka mnohem větší cenu než peníze, přestože mu prodej půdy přinesl momentální svobodu. 

### Nic nemá cenu
Filozof zdůrazňuje, že v moderním světě má člověk pocit, že je pro něj díky penězům absolutně cokoli dosažitelné. Přehlíží, že některé věci nejdou vyjádřit přesnou částkou. Peněžní hodnota se tváří, že je jediná platná, a objekty tak ztrácí svůj psychologický akcent. Pomstou pak je pocit moderní doby – pocit blazeovanosti; chybí nám smysl života, nejsme definitivně uspokojeni, usilovat o cokoli nemá smysl. Kvalitu překrývá kvantita, přestože uspokojení dokáží přinést pouze kvalitativní hodnoty. Podobně otázka „zač něco stojí“ je nahrazena otázkou „kolik to stojí“. Blazeovanost doprovází ztráta jemného citu pro půvaby věcí. Právem se pak něco jedinečného nazývá tím, co nelze „ničím zaplatit“.
Lidé zapomínají, že peníze jsou jen cestou k nějakému cíli, nikoli cílem samotným. Štěstí a životní uspokojení není spjato s určitou sumou peněz. Kdo si to myslí, zažije zklamání. Hned nato se dostaví smrtelná nuda.
„Peníze jsou jen jakýmsi mostem ke konečným hodnotám… a na mostě se nedá bydlet.“
– Georg Simmel 

### Význam peněz
Peníze jsou (na rozdíl od konstantních cílů) absolutním cílem, o který lze usilovat stále, v kterémkoli okamžiku. Proto je člověk činný – má cíl, který je potenciálně vždy přítomen. Proto je člověk neklidný, horečnatý, proto je tu s námi stále ono tempo moderního života neposkytující oddych.
Ve vyšších ohledech ztrácejí peníze na významu. Právě proto, že je penězi možné zaplatit téměř cokoli, v některých kulturách jim není umožněno kompenzovat nejpodstatnější provinění: není např. možné vyřešit prohřešek koupí odpustku, není možné za peníze odpustit vraždu atd. 

## Velkoměsta a duchovní život
Jedinec si chrání svoji individualitu proti přesile společnosti. Klíčové ovšem je, zda bojuje v maloměstě nebo ve velkoměstě.

### Rozum namísto emocí
Georg Simmel vysvětluje, že ve velkoměstě se stupňuje nervový život kvůli rychlému a nepřesnému střídání vnějších a vnitřních vjemů. Vědomí rozlišuje rozdíl mezi momentálním a předchozím vjemem. Na nepatrné rozdíly mezi těmito vjemy vědomí spotřebuje méně energie než na jejich rychlé střídání. Ve velkoměstě se vjemy střídají rychle, zatímco v maloměstě pomaleji. Rychlým vjemům se člověk žijící ve velkoměstě brání tím, že přestává reagovat emocionálně. Emoce nahrazuje rozum, který je více přizpůsobivý. 

### Více počítání
Velkoměsta jsou odjakživa centry peněžního hospodářství. Peněžní hospodářství a rozum spolu velmi úzce souvisejí. Rozumový člověk začíná být lhostejný ke všemu individuálnímu – a nutno připomenout, že do peněžního principu individualita tak jako tak nezasahuje. Peníze se neptají kdo? nebo co?, ale za kolik. Ve velkoměstě jsou odběratelé a dodavatelé anonymní, vyrábí se pro trh; na rozdíl od maloměsta, kde si člověk může zajít za někým konkrétním a zboží mu bude vyrobeno na míru – odběratel se tedy musí s výrobcem osobně poznat.
Peněžně-hospodářský charakter velkoměsta ovlivňuje obsahy lidských životů a potlačuje iracionální, impulzivní a spontánní jednání. Moderní člověk vlivem peněžního hospodářství začal víc počítat, přepočítávat a měřit. Redukuje kvalitativní na kvantitativní hodnoty. Svět mění na matematické příklady a vzorce. Na druhou stranu by ve velkoměstě vznikl chaos, pokud by nebyla určena přesnost. Kdyby například každé hodinky šly jinak, rozladilo by to hospodářský život, dopravu, veškerou techniku atd.

### Blazeovaný postoj
Blazeovanost – tak nazývá filozof Georg Simmel duševní jev, který je typický pro velkoměsto. Blazeovaní lidé nejsou schopni reagovat na nové vzruchy; jejich vědomí na to nemá dostatek energie kvůli předchozímu protikladnému střídání jen těch nejintenzivnějších reakcí.
Kromě tohoto fyziologického odůvodnění dává autor vinu opět peněžnímu hospodářství. Lidé totiž přestávají vnímat rozdílnou hodnotu věcí. Dokud totiž neexistovaly peníze – společné měřítko hodnoty –, lidé nemohli poměřovat hodnoty jednotlivých produktů. Všechny věci jsou kvůli penězům stejné, jen každá má jiný odstín šedé barvy. Žádná ovšem není hodna toho, abychom ji upřednostnili před jinou. Peníze stírají kvalitativní rozdíly mezi věcmi, vyprazdňují jejich specifickou hodnotu a jedinečnost. V této spojitosti může blazeovanost vést člověka až k pocitu znehodnocení nejen těchto šedých věcí, ale hlavně i vlastní osobnosti.

### Rezervovaný, nespokojený, ale svobodný
V maloměstě tomu tak není, protože každý má možnost poznat každého, a zná tak i svoji hodnotu. Velkoměšťané jsou rezervovaní a často neznají ani vlastní sousedy – maloměšťané by hodnotili takové chování jako chladné a necitlivé. Rezervovanost pak doprovází ještě lhostejnost, ba dokonce i tichá averze, vzájemná cizost a odpor, který se může změnit v nenávist a boj. Takto si jedinec ve velkoměstě brání svou individualitu.
Kdyby se člověk z velkoměsta ocitl v malém městě, cítil by se stísněně. Čím menší je okruh, který tvoří naše prostředí, o to úzkostlivěji dohlíží jeho členové na ostatní – na jejich výkony, způsob života, myšlenkový svět individua a všechny kvalitativní i kvantitativní zvláštnosti přesahující rámec celku. V této souvislosti se dá říct, že velkoměšťan je oproti stísněnosti maloměsta mnohem více svobodný. Lidská svoboda se ovšem nerovná spokojenost. Paradoxně si člověk právě ve velkoměstě připadá osamělý a opuštěný, a to kvůli duchovnímu odstupu, který vůči ostatním chová. To je cena za nezávislost, říká Georg Simmel. 

### Každý je nezaměnitelný
Skutečný rozsah, kterým člověk vyjadřuje vlastní bytí, je přesáhnout fyzické hranice a dát životu váhu svou aktivní činností. Jedinec musí nechat projevit svou povahu – to je také svoboda – a vyjádřením vlastní povahy se odlišit od jiných povah; jedinec musí zjistit, že každý člověk je nezaměnitelný. Velkoměsto nabízí dělbu práce, kde se projeví lidé rozmanitostí výkonů, a díky své specializaci se nedají jen tak nahradit. Člověk musí upozornit na svou kvalitu; že je jiný, vyčleňuje se. Pro mnohé je tento způsob jedinou cestou, jak zachránit svou sebeúctu a dodat si pocit, že vyplňují nějaké důležité místo ve společnosti. Simmel nepopírá, že občas se to musí dokonce přehánět, aby tyto rozdíly byly znatelné.

### Použitá literatura
- SIMMEL, Georg. Peníze v moderní kultuře a jiné eseje. 2. vyd. Překlad Otakar Vochoč. Praha: Sociologické nakladatelství, 2006, 206 s. KLAS (Klasická sociologická tradice), 1. sv. ISBN 80-864-2959-8.
- SIMMEL, Georg. O podstate kultúry. 1. vyd. Ladislav Šimon. Bratislava: Kalligram, 2003, 224 s. ISBN 80-7149-604-9.